# Miguel S. González
General Miguel S. González fue un militar mexicano que participó en la Revolución mexicana.  Nació en Coahuila en 1870. Con la muerte de Francisco I. Madero se unió al Ejército Constitucionalista a las órdenes directas de Francisco Villa en la División del Norte contra el usurpador Victoriano Huerta. Tomó parte en el combate de Torreón al frente de la Brigada "Guadalupe Victoria". General de brigada con antigüedad de julio de 1926. Fue Jefe del Departamento de Marina de la Secretaría de Guerra. 